# Amieiro (Alijó)
Amieiro é uma povoação portuguesa do Município de Alijó que foi sede da Freguesia de Amieiro, freguesia que tinha 6,46 km² de área e 81 habitantes (2011), e, por isso, uma densidade populacional de 12,5 hab/km².
A Freguesia de Amieiro foi extinta em 2013, no âmbito de uma reforma administrativa nacional, tendo sido agregada à Freguesia de Carlão para formar uma nova freguesia denominada União das Freguesias de Carlão e Amieiro com sede em Carlão.

## População
| Número de habitantes | Número de habitantes | Número de habitantes | Número de habitantes | Número de habitantes | Número de habitantes | Número de habitantes | Número de habitantes | Número de habitantes | Número de habitantes | Número de habitantes | Número de habitantes | Número de habitantes | Número de habitantes | Número de habitantes |
| -------------------- | -------------------- | -------------------- | -------------------- | -------------------- | -------------------- | -------------------- | -------------------- | -------------------- | -------------------- | -------------------- | -------------------- | -------------------- | -------------------- | -------------------- |
| 1864                 | 1878                 | 1890                 | 1900                 | 1911                 | 1920                 | 1930                 | 1940                 | 1950                 | 1960                 | 1970                 | 1981                 | 1991                 | 2001                 | 2011                 |
| 395                  | 397                  | 384                  | 382                  | 326                  | 275                  | 330                  | 318                  | 354                  | 357                  | 185                  | 226                  | 94                   | 104                  | 81                   |

(Obs.: Número de habitantes "residentes", ou seja, que tinham a residência oficial neste concelho à data em que os censos  se realizaram.)
| Distribuição da População por Grupos Etários em 2001 e 2011 | Distribuição da População por Grupos Etários em 2001 e 2011 | Distribuição da População por Grupos Etários em 2001 e 2011 | Distribuição da População por Grupos Etários em 2001 e 2011 | Distribuição da População por Grupos Etários em 2001 e 2011 | Distribuição da População por Grupos Etários em 2001 e 2011 | Distribuição da População por Grupos Etários em 2001 e 2011 | Distribuição da População por Grupos Etários em 2001 e 2011 | Distribuição da População por Grupos Etários em 2001 e 2011 | Distribuição da População por Grupos Etários em 2001 e 2011 |
| ----------------------------------------------------------- | ----------------------------------------------------------- | ----------------------------------------------------------- | ----------------------------------------------------------- | ----------------------------------------------------------- | ----------------------------------------------------------- | ----------------------------------------------------------- | ----------------------------------------------------------- | ----------------------------------------------------------- | ----------------------------------------------------------- |
| Idade                                                       | 0-14                                                        | 15-24                                                       | 25-64                                                       | > 65                                                        |                                                             | 0-14                                                        | 15-24                                                       | 25-64                                                       | > 65                                                        |
| 2001                                                        | 5                                                           | 7                                                           | 49                                                          | 43                                                          |                                                             | 4,8%                                                        | 6,7%                                                        | 47,1%                                                       | 41,3%                                                       |
| 2011                                                        | 1                                                           | 4                                                           | 36                                                          | 40                                                          |                                                             | 1,2%                                                        | 4,9%                                                        | 44,4%                                                       | 49,4%                                                       |

## Gripe espanhola
A aldeia ficou conhecida por resistir à pneumónica de 1918, também conhecida por gripe espanhola, por estar isolada, rodeada de sete colinas e por ter acendido fogueiras à porta das casas.